# Mozilla China
Mozilla China（モジラ・チャイナ）は、中華人民共和国においてMozillaの製品を推進するために設立された株式会社である。Mozilla Foundationの公式アフィリエイト（支部）の一つである。2005年3月4日に設立された。海淀区中関村に本部がある。
宮力（サン・マイクロシステムズ）、李明樹（中国科学院軟件研究所）が議長を務めている。